# So☆Lucky
「So☆Lucky」は、2025年4月23日に日本コロムビアからリリースされた、声優・小倉唯のシングル。

## 概要
本作は小倉の日本コロムビア移籍後5枚目、通算では19枚目となる作品。前作「君色のキセキ」から約1年ぶりのリリースとなる。
表題曲「So☆Lucky」はテレビアニメ『スライム倒して300年、知らないうちにレベルMAXになってました 〜そのに〜』のオープニングテーマに起用されている。

## 音楽性
曲は作品の世界観やオープニングテーマとしての勢いなどを意識して楽曲コンペから選ばれたものだが、聴いた瞬間に作品のドタバタ感や、登場人物が動き回る姿が思い浮かんだところがポイントになったという。また、アズサ役の悠木碧による第1期オープニングテーマ「ぐだふわエブリデー」の映像を観て、どんな曲調が作品にマッチしそうかとイメージの参考にしている。小倉が自ら手掛けている歌詞のコンセプトは「思いがけない人生だからこそ楽しもう!という気持ち」で、どんなこともポジティブに変換させて前に進んで行く、アズサのマインドを元に歌詞を書いたと述べている。
カップリング曲（スライム盤除く）の「すうぃ～と♡ぱーてぃー」は、早川博隆よる作編曲で、早川が「唯ちゃんだったら、やっぱりかわいい曲がいいよね」との熱望もあり、お菓子パーティをコンセプトに小倉が歌詞を書いた。本CD発売後の5月23日に同楽曲のリリック・ビデオが公開され、小倉唯公式キャラクター・カワウソくん。とカワウソちゃんや小倉の愛犬・ルパンとシフォンを模した菓子が動画内に描かれている。

## ミュージックビデオ
本CD発売後の5月29日より、小倉がAT-Xの音楽番組「Promo-X」のナビゲーターに就任。自身の就任回（#226）にて「So☆Lucky」のミュージックビデオを紹介した。
当MVはドラマパートとダンスパートで構成された、ストーリー仕立ての映像になっている。ドラマパートでは、小倉がスライム風の生物「ラッキーくん」と出会い、仲良しになっていく過程が描かれている。

### スライムダンス
MVのダンス衣装は平成女児感のある、ゆめかわいい服装で挑み、ダンスパートはスライム感を感じられる振付けを盛り込んだスライムダンスと銘打っている。5月31日に、岩下食品公式キャラクター・イワシカちゃんが岩下の新生姜ミュージアムにて当ダンスを披露し、この「踊ってみた」動画も同日投稿された。

## 収録楽曲
| 全作詞: 小倉唯。 |                                           |           |                    |                    |      |
| #                | タイトル                                  | 作詞      | 作曲               | 編曲               | 時間 |
| 1.               | 「So☆Lucky」                              | 小倉唯    | 本田正樹           | 本田正樹           | 3:13 |
| 2.               | 「すうぃ～と♡ぱーてぃー」                 | 小倉唯    | 早川博隆、加藤祐平 | 加藤祐平、早川博隆 | 3:26 |
| 3.               | 「So☆Lucky」(off vocal ver.)              | 小倉唯    |                    |                    | 3:13 |
| 4.               | 「すうぃ～と♡ぱーてぃー」(off vocal ver.) | 小倉唯    |                    |                    | 3:24 |
| 合計時間:        | 合計時間:                                 | 合計時間: | 合計時間:          | 13:16              |      |

| #         | タイトル                             | 作詞 | 作曲・編曲 | 時間 |
| --------- | ------------------------------------ | ---- | ---------- | ---- |
| 1.        | 「So☆Lucky」                         |      |            | 3:13 |
| 2.        | 「So☆Lucky」(TV size)                |      |            | 1:32 |
| 3.        | 「So☆Lucky」(off vocal ver.)         |      |            | 3:12 |
| 4.        | 「So☆Lucky」(TV size off vocal ver.) |      |            | 1:30 |
| 合計時間: | 合計時間:                            | 9:27 |            |      |

## 販売形態
初回限定盤A、初回限定盤B、通常盤、スライム盤の4形態で発売された。
| 形態        | 規格・カタログ番号       | 収録内容                                                                                                 |
| ----------- | ------------------------ | --- |
| 初回限定盤A | CD+Blu-ray (COZC-2164-5) | - CD - Blu-ray 1. 「So☆Lucky」MUSIC VIDEO 2. 「So☆Lucky」Dance Ver. 3. JACKET & MUSIC VIDEO MAKING MOVIE |
| 初回限定盤B | CD（COCC-18278）         | - CD - ミニ写真集                                                                                        |
| 通常盤      | CD（COCC-18279）         | - CD |
| スライム盤  | CD（COCC-18280）         | - CD |